# Societat Recreativa l'Amistat (Mollerussa)
La Societat Recreativa l'Amistat és un edifici del municipi de Mollerussa (Pla d'Urgell) inclòs en l'Inventari del Patrimoni Arquitectònic de Catalunya.

## Descripció
Edifici situat a la cantonada entre els carrers Ferrer i Busquets i Ciutat de Lleida. Fou construït als anys 20 i era una de les construccions més perfectes que existien, únic a la província de Lleida per les seves característiques. El saló teatre, amb una decoració pròpia dels anys 70, segueix sent un dels més originals, amb la seva platea que puja i baixa (2 o 3 graons) i que s'adapta a qualsevol tipus d'espectacle. L'interior d'aquest saló recorda els dels grans teatres com el Liceu. L'edifici compta també amb una biblioteca, sales de ball, teatre, cafè, una gran pista descoberta per a l'estiu i antieriorment va acollir el petit museu de vestits de paper.

## Història
Anys 1920 ca. Mollerussa (el Pla d'Urgell). 
El primer edifici de la Societat Recreativa L'Amistat, del 1905, tal com restà escrit a la façana d'uns antics magatzems d'alfals. L'un es dedicà a teatre (i cinema amb els anys), i l'altre a cafè. Crec que al fons el veu l'edifici de la farinera, al costat de la séquia. La carretera passaria per la banda d'ací, i la foto estaria feta des d'algun terrat de l'altre costat.

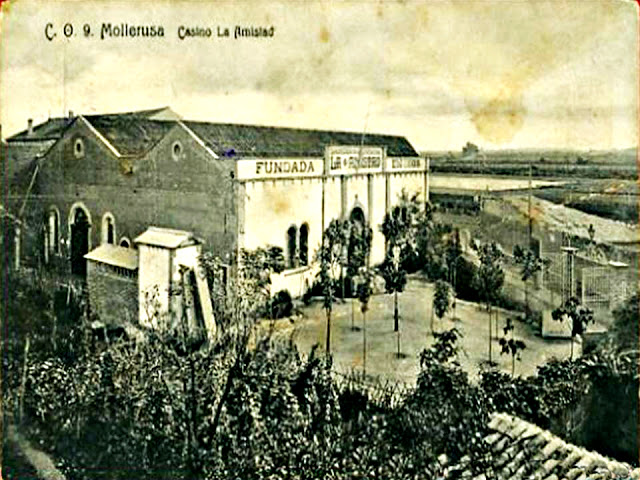

L'edifici testimonia el gran creixement de la vila del tombant del XIX al XX, amb l'arribada de l'aigua dels Canals d'Urgell, i com una part de la població prosperava i es creava una petita burgesia que empenyia una mica d'ambient cultural en consonància amb el despertar social i cultural catalanista del moment.
En el transcurs dels últims 50 anys, no és possible, desvincular de l'evolució i la història de Mollerussa a la S.C.R. "L'Amistat". No haurien estat possibles moltes activitats, molts èxits, molt prestigi, molts esdeveniments importants, sense la presència i col·laboració de " l'Amistat"
Al llarg de la seva història la S.C.R "L'amistat" ha distingit amb el títol de Soci Honorari a diverses persones, per la seva dedicació a la Societat o per haver prestat rellevants serveis a aquesta. Aquests noms que figuren en el quadre d'honor de la Societat.
Després de la Guerra Civil (1936-1939) "L'Amistat" ha passat per molt diverses vicissituds, però a pesar d'elles, mai ha caminat per metes diferents a les que necessitava i desitjava Mollerussa.
Així, nombroses iniciatives de transcendència i prestigi, pogueren néixer i posar-se en marxa gràcies a l'interès, col·laboració i suport dels seus directius, que les han promogut i tutelat, en moltes ocasions, amb abnegació i elevat cost econòmic, no sempre reconegut i prou apreciat.
Molt i incomptables són els esforços aportats a favor de les coses i inquietuds de Mollerussa i dels mollerussencs, però són suficients dues evocacions memorables, conegudes inclús més enllà de les nostres fronteres: Els Campionats del Món de Billar i els Concursos Nacionals de Vestits de Paper, que encara avui són motiu d'admiració de propis i forans "L'Amistat" és per mereixements propis, la Institució més popular i emblemàtica de la Ciutat.

## Teatre l'Amistat actualitat
El Teatre l'Amistat és una d'aquelles realitats culturals que fan de Mollerussa una vertadera capital.
Té un aforament total de 551 localitats distribuïdes entre platea i dos pisos, amb un total de 43 llotges.
| Teatre l'Amistat de Mollerussa C\ Ferrer i Busquets, 92 25230 Mollerussa (Lleida) Telf. 973 71 12 31 |

| Accessos a Mollerussa |

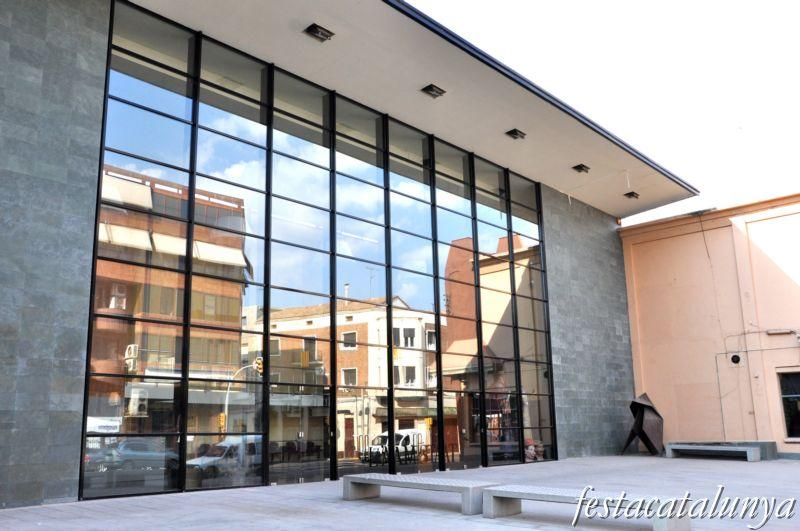

| Des de Lleida per la N-II a 23 km Des de Barcelona per la N-II o autovia a 135 km Des de les Borges Blanques a 14 km. (Enlla?amb l'A-2) Des de Cervera a 34 km. (Enlla?amb l'Eix Transversal) |

### Distribució i aforament

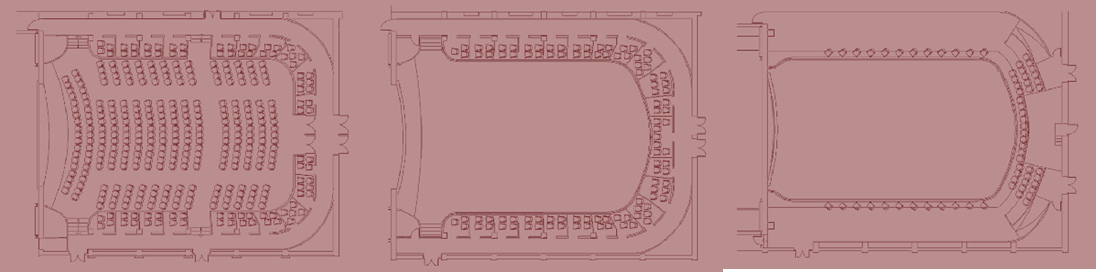

A la platea l'aforament és de 384 punts de localitats 16 files i 20 llotges.
A la primera planta l'aforament és de 103 punts de localitats i 23 llotges.
A la segona planta l'aforament és de 63 punts de localitats i 3 files.